# 小披山岛
28°06′01″N 121°29′09″E / 28.10015°N 121.48575°E
小披山岛，也称小披山，是中华人民共和国浙江省台州市玉环市鸡山乡辖下的一个岛屿。

## 特点
小披山岛在披山岛的西侧，故称小披山。岛呈不规则三角形，东北到西南走向，面积约0.48平方公里，主峰小披山海拔115.5米。1950年7月12日，中国人民解放军在接近披山岛时与国军“新宝顺号”交战，并控制披山岛，期间在小披山岛俘获国军三艘帆船，为“奔袭披山之战”。 